# Azumi
Azumi（あずみ、8月29日生まれ）は、日本のシンガーソングライター、ファッションモデル、DJ、「Tuno by Azumi」（チュノ・バイ・アズミ）のブランドを持つヘアアクセサリーデザイナー。北海道札幌市出身。元wyolicaのボーカリスト。

## 人物
優しく透明感のある歌声と穏やかで切ない歌詞、メロディを武器に、ソロとしてGLAY、Dragon Ash、Steady&Co.、スネオヘアー、SOFFet、MOOMINなど、さまざまなアーティストの楽曲のフィーチャリングボーカルとして起用される。
フェイバリット・アーティストはエラ・フィッツジェラルド、カサンドラ・ウィルソン、ハービー・ハンコック、タック&パティ、ジョニ・ミッチェル、ビョーク。

## 略歴
1997年、オーディションをきっかけにギターのso-toとwyolicaを結成。
1999年、Wyolicaのボーカルとして大沢伸一プロデュースでデビュー。
2001年9月、リーバイスのキャンペーンモデルに起用され、数々のファッション誌にも登場。
2001年、タワーレコードのキャンペーン「NO MUSIC, NO LIFE」のCMにDragon Ashのkjと共に起用される。
2005年7月、wyolicaの活動休止とともにジャズシンガーとしてソロデビュー。同年8月、詩：森雪之丞、演出：岸谷五朗のポエトリーリーディング『POEMIX II』で初舞台を経験。
2011年、ソロ活動再開と同時に、テクノ、テックハウスを中心とするDJ活動も開始。同年9月、親交の深いピアニストを招き、ジャズ・シンガーとしてのアルバム『ぴあのとあずみ』をリリース。2013年リリースのカバーアルバム『NEW STANDARD』と共に、iTunesのJazzチャート1位、総合アルバムチャートTOP10入りを記録。
2012年、自らがデザインするヘッドドレス／ヘアアクセサリー専門のブランド「Tuno by Azumi」を設立。
2013年5月31日、東京・渋谷JZ Bratにて行われたAzumiのソロライブ「Azumi new album "NEW STANDARD" Release Live」第1部のアンコールで、Azumi本人がWyolicaを解散することを発表。
2014年5月、デビュー15周年を記念したライブイベント「Azumi Presents『Love Lounge』vol.3 Spring 〜15th〜 Anniversary Year Special〜」を開催。バックバンドはSWING-O a.k.a. 45（Piano）、Sunapanng（B）、西岡ヒデロー（Per）が務め、スペシャルゲストとして公私ともに親交の深い土岐麻子を迎え、2部制のステージを行う。
2015年12月、1stソロ・アルバム『CARNIVAL』を発表。
2016年2月、大阪と東京でワンマンライブ「Azumi 1st Album Release Live『CARNIVAL!!』」を開催。バックバンドはSWING-O（Key）、Snapanngこと砂山淳一（B）、みどりん（Dr / SOIL&"PIMP"SESSIONS）、関口シンゴ（G）、有坂美香（Cho）が務め、ゲストとして1stアルバムに楽曲プロデュースとフィーチャリングゲストで参加した韻シストも出演。5月、仙台コレクション2016のメインヴィジュアルをつとめる。同年夏公開の映画『函館珈琲』へ女優として初出演し、主題歌に自身の楽曲「Carnival」が起用される。12月25日、ゲストに椎名純平を迎え、ラブソング限定のライブ「Love Lounge X'mas Special vol.5」を開催。

## ディスコグラフィー

### 参加作品
| アーティスト名               | 収録作品                       | 発売日         | 参加曲                                                                            |
| ---------------------------- | ------------------------------ | -------------- | --------------------------------------------------------------------------------- |
| MOOMIN                       | 『GET HERE』                   | 2001年5月23日  | 9. Kissing You [4:58]/ ヴォーカルで参加。                                         |
| Steady&Co.                   | 『CHAMBERS』                   | 2001年11月28日 | 11. Only Holy Story featuring azumi from wyolica [5:10]/ 作詞とヴォーカルで参加。 |
| スネオヘアー                 | 「悲しみロックフェスティバル」 | 2005年11月23日 | 1. happy end/ ヴォーカルで参加。                                                  |
| スネオヘアー                 | 『カナシミ』                   | 2005年12月7日  | 3. 悲しみロックフェスティバル（album version）/ ヴォーカルで参加。                |
| Tama（元ポルノグラフィティ） | 『Great Pleasure』             | 2005年12月21日 | 4. Fuzz Butterfly feat.azumi/ 作詞とヴォーカルで参加。                            |
| SOFFet                       | 「Love Story」                 | 2007年11月14日 | 1. Love Story/ ヴォーカルで参加。                                                 |
| SOFFet                       | 『NEW STANDARD』               | 2008年2月27日  | 12. Love Story/ ヴォーカルで参加。                                                |
| FLOW                         | 『アイル』                     | 2008年3月18日  | 8. 陽だまり feat.azumi from wyolica [5:00]/ 作詞とヴォーカルで参加。              |
| DJ No.2                      | 『2番の美学』                  | 2010年6月9日   | 9. 木漏れ日の中で… feat.GIO,Azumi from Wyolica [5:53]                             |
| STAR GUiTAR                  | 『Carbon Copy』                | 2011年1月7日   | 9. Brain Function feat. Azumi from wyolica/ ヴォーカルで参加。                    |
| KG                           | 『Still Goes On....』          | 2011年9月28日  | 13. I will be there duet with Azumi                                               |
| Fencer                       | 『Rip Current』                | 2012年6月6日   | 7. Humming Boat feat.Azumi from wyolica [3:45]                                    |
| NaotoHiroki&Karatesystems    | 『Travel Sounds』              | 2013年9月4日   | 9. stars feat. Frankie Paul, Azumi                                                |
| GLAY                         | 『NO DEMOCRACY』               | 2019年10月2日  | 5.氷の翼/コーラスで参加                                                           |
| GLAY                         | 『REVIEW II -BEST OF GLAY-』   | 2020年3月11日  | 3.氷の翼 feat.Azumi(Wyolica)/ゲストボーカルで参加                                 |

## 主な出演

### 映画
- 「函館珈琲」（2016年9月24日） - 藤村佐和 役[16]

### ドラマ
- 「異世界居酒屋「のぶ」」（2020年6月26日） - 教会シンガー 役

### ラジオ
- ベイエフエム、InterFM897 - レギュラーパーソナリティ&選曲
- エフエム東京 - ナビゲーター

### 舞台
- 「POEMIX II」（詩：森雪之丞、演出：岸谷五朗）（2001年）

### ミュージック・ビデオ
- KOHEI JAPAN「ヒトコトでいいの... with Alice」 - 栗原類×Azumi (Wyolica)

### CM、キャンペーン
- リーバイス - キャンペーンモデル
- Tower Records「NO MUSIC, NO LIFE」（2001年） - CM出演

### ナレーション
- 虎ノ門・麻布台プロジェクト コンセプトムービー｜都市に生きるhttps://youtu.be/AGo7V_muPm4
- テレビ東京「畑のうた」（2009年）
- JAL機内放送（2009年）
- 森永製菓「ICE BOX」（2010年）
- アクアクララ「ウォーターサーバー・ベビーアクア」（2010年）
- JR大阪三越伊勢丹 WEB（2011年）
- BS朝日（2011年）
- BSフジ（2011年）
- BEAMS ONLINE SHOP WEB（2011年）

### CM曲歌唱
- カネボウ化粧品「コフレドール」（2012年）
- 江崎グリコ「パリッテ」（2012年）
- 花王「ありがとうのそばで」企業CM（2012年）
- 花王「ニュービーズ」（2013年）
- ヤクルト「ジョア」（2015年）
- フローフシ「THE まつげ美容液」（2015年）

### イベント
- MTV Video Music Awards - プレゼンター
- 仙台コレクション2016 - メインヴィジュアル担当&ライブパフォーマンス

### 雑誌連載（コラム等）
- 「すばる」（集英社）「テアトル惑い」連載中
- FLOOR net
- FUDGE
- PeeWee

## 関連人物
- i-dep
- 有坂美香
- ILMARI
- 大沢伸一
- 勝手にしやがれ
- 椎名純平
- Steady&Co.
- スネオヘアー
- Soulcolor
- SOFFet
- TAICHI MASTER
- TAMA
- Dragon Ash
- bird
- 福富幸宏
- 降谷建志
- FLOW
- Monday満ちる
- MOOMIN
- wyolica